# Seznam dílů seriálu Dawsonův svět
Toto je seznam dílů seriálu Dawsonův svět. Americký dramatický seriál Dawsonův svět byl premiérově vysílán v letech 1998–2003 na stanici The WB.

## Přehled řad
| Řada | Díly | Premiéra v USA | Premiéra v USA  | Premiéra v ČR      | Premiéra v ČR      |
| Řada | Díly | První díl      | Poslední díl    | První díl          | Poslední díl       |
| ---- | ---- | -------------- | --------------- | ------------------ | ------------------ |
| 1    | 13   | 20. ledna 1998 | 19. května 1998 | 9. září 2000       | 21. října 2000     |
| 2    | 22   | 7. října 1998  | 26. května 1999 | 22. října 2000     | 20. ledna 2001     |
| 3    | 23   | 29. září 1999  | 24. května 2000 | 19. září 2002      | 21. října 2002     |
| 4    | 23   | 4. října 2000  | 23. května 2001 | 22. října 2002     | 22. listopadu 2002 |
| 5    | 23   | 10. října 2001 | 15. května 2002 | 25. listopadu 2002 | 6. ledna 2003      |
| 6    | 24   | 2. října 2002  | 14. května 2003 | 27. července 2006  | 29. srpna 2006     |

## Seznam dílů

### První řada (1998)
| Č. v seriálu | Č. v řadě | Původní název  | Český název     | Režie          | Scénář                                                                       | Premiéra v USA  | Premiéra v ČR  |
| ------------ | --------- | -------------- | --------------- | -------------- | ---------------------------------------------------------------------------- | --------------- | -------------- |
| 1            | 1         | Pilot          | Pilotní epizoda | Steve Miner    | Kevin Williamson                                                             | 20. ledna 1998  | 9. září 2000   |
| 2            | 2         | Dance          | Tanec           | Steve Miner    | Kevin Williamson                                                             | 27. ledna 1998  | 10. září 2000  |
| 3            | 3         | Kiss           | Polibek         | Michael Uno    | Rob Thomas                                                                   | 3. února 1998   | 16. září 2000  |
| 4            | 4         | Discovery      | Odhalení        | Steve Miner    | Jon Harmon Feldman                                                           | 10. února 1998  | 17. září 2000  |
| 5            | 5         | Hurricane      | Hurikán         | Lou Antonio    | Kevin Williamson a Dana Baratta                                              | 17. února 1998  | 23. září 2000  |
| 6            | 6         | Baby           | Dítě            | Steve Miner    | námět: Joanne Waters scénář: Jon Harmon Feldman                              | 24. února 1998  | 24. září 2000  |
| 7            | 7         | Detention      | Po škole        | Allan Arkush   | Mike White                                                                   | 3. března 1998  | 30. září 2000  |
| 8            | 8         | Boyfriend      | Přítel          | Michael Fields | námět: Charles Rosin a Karen Rosin scénář: Jon Harmon Feldman a Dana Baratta | 10. března 1998 | 1. října 2000  |
| 9            | 9         | Roadtrip       | Výlet           | Steve Robman   | Rob Thomas                                                                   | 17. března 1998 | 7. října 2000  |
| 10           | 10        | Double Date    | Dvojité rande   | David Semel    | Jon Harmon Feldman                                                           | 28. dubna 1998  | 8. října 2000  |
| 11           | 11        | The Scare      | Postrašení      | Rodman Flender | Mike White                                                                   | 5. května 1998  | 14. října 2000 |
| 12           | 12        | Beauty Contest | Soutěž krásy    | Arvin Brown    | Dana Baratta                                                                 | 12. května 1998 | 15. října 2000 |
| 13           | 13        | Decisions      | Rozhodnutí      | David Semel    | námět: Jon Harmon Feldman scénář: Mike White a Dana Baratta                  | 19. května 1998 | 21. října 2000 |

### Druhá řada (1998–1999)
| Č. v seriálu | Č. v řadě | Původní název                | Český název                | Režie               | Scénář                           | Premiéra v USA     | Premiéra v ČR      |
| ------------ | --------- | ---------------------------- | -------------------------- | ------------------- | -------------------------------- | ------------------ | ------------------ |
| 14           | 1         | The Kiss                     | Polibek                    | David Semel         | Jon Harmon Feldman               | 7. října 1998      | 22. října 2000     |
| 15           | 2         | Crossroads                   | Rozcestí                   | Dennie Gordon       | Dana Baratta                     | 14. října 1998     | 28. října 2000     |
| 16           | 3         | Alternative Lifestyles       | Odlišné životy             | David Semel         | Mike White                       | 21. října 1998     | 29. října 2000     |
| 17           | 4         | Tamara's Return              | Návrat Tamary              | Jesus Trevino       | Mike White                       | 28. října 1998     | 4. listopadu 2000  |
| 18           | 5         | Full Moon Rising             | Úplněk                     | David Semel         | Dana Baratta                     | 4. listopadu 1998  | 5. listopadu 2000  |
| 19           | 6         | The Dance                    | Ples                       | Lou Antonio         | Jon Harmon Feldman               | 11. listopadu 1998 | 11. listopadu 2000 |
| 20           | 7         | The All-Nighter              | Celou noc                  | David Semel         | Greg Berlanti                    | 18. listopadu 1998 | 12. listopadu 2000 |
| 21           | 8         | The Reluctant Hero           | Nechtěný hrdina            | Joe Napolitano      | Shelley Meals a Darin Goldberg   | 25. listopadu 1998 | 18. listopadu 2000 |
| 22           | 9         | The Election                 | Volby                      | Patrick Norris      | Darin Goldberg a Shelley Meals   | 16. prosince 1998  | 19. listopadu 2000 |
| 23           | 10        | High Risk Behavior           | Riskantní chování          | James Whitmore, Jr. | Jenny Bicks                      | 13. ledna 1999     | 25. listopadu 2000 |
| 24           | 11        | Sex, She Wrote               | To je sex, napsala         | Nick Marck          | Mike White a Greg Berlanti       | 20. ledna 1999     | 26. listopadu 2000 |
| 25           | 12        | Uncharted Waters             | Nezmapované vody           | Scott Paulin        | Dana Baratta a Mike White        | 27. ledna 1999     | 2. prosince 2000   |
| 26           | 13        | His Leading Lady             | Jeho hlavní představitelka | David Semel         | Shelley Meals a Darin Goldberg   | 3. února 1999      | 3. prosince 2000   |
| 27           | 14        | To Be or Not to Be…          | Být, či nebýt…             | Sandy Smolan        | Greg Berlanti                    | 10. února 1999     | 9. prosince 2000   |
| 28           | 15        | …That Is the Question        | …to je otázka              | Greg Prange         | Kevin Williamson a Greg Berlanti | 17. února 1999     | 10. prosince 2000  |
| 29           | 16        | Be Careful What You Wish For | Pozor na svá přání         | David Semel         | Heidi Ferrer                     | 3. března 1999     | 16. prosince 2000  |
| 30           | 17        | Psychic Friends              | Duševní přátelé            | Patrick Norris      | Dana Baratta                     | 10. března 1999    | 17. prosince 2000  |
| 31           | 18        | A Perfect Wedding            | Dokonalá svatba            | Greg Prange         | Mike White                       | 28. dubna 1999     | 6. ledna 2001      |
| 32           | 19        | Abby Morgan, Rest in Peace   | Odpočívej v pokoji         | David Semel         | Mike White                       | 5. května 1999     | 7. ledna 2001      |
| 33           | 20        | Reunited                     | Znovuspojení               | Melanie Mayron      | Greg Berlanti                    | 12. května 1999    | 13. ledna 2001     |
| 34           | 21        | Ch… Ch… Changes              | Změny                      | Lou Antonio         | Dana Baratta                     | 19. května 1999    | 14. ledna 2001     |
| 35           | 22        | Parental Discretion Advised  | Rodičovská rozvážnost      | Greg Prange         | Greg Berlanti                    | 26. května 1999    | 20. ledna 2001     |

### Třetí řada (1999–2000)
| Č. v seriálu | Č. v řadě | Původní název                      | Český název                  | Režie               | Scénář                                                                      | Premiéra v USA     | Premiéra v ČR  |
| ------------ | --------- | ---------------------------------- | ---------------------------- | ------------------- | --------------------------------------------------------------------------- | ------------------ | -------------- |
| 36           | 1         | Like a Virgin                      | Tajemná neznámá              | Greg Prange         | Tammy Ader                                                                  | 29. září 1999      | 19. září 2002  |
| 37           | 2         | Homecoming                         | Do stejné řeky nevstoupíš    | Melanie Mayron      | Greg Berlanti                                                               | 6. října 1999      | 20. září 2002  |
| 38           | 3         | None of the Above                  | Evino jablko                 | Patrick Norris      | Bonnie Schneider a Hadley Davis                                             | 13. října 1999     | 23. září 2002  |
| 39           | 4         | Home Movies                        | Domácí video                 | Nick Marck          | Jeffrey Stepakoff                                                           | 20. října 1999     | 24. září 2002  |
| 40           | 5         | Indian Summer                      | Ke konci léta                | Lou Antonio         | Gina Fattore a Tom Kapinos                                                  | 27. října 1999     | 25. září 2002  |
| 41           | 6         | Secrets and Lies                   | Tajnosti a lži               | Greg Prange         | Greg Berlanti a Alex Gansa                                                  | 10. listopadu 1999 | 26. září 2002  |
| 42           | 7         | Escape from Witch Island           | Útěk z ostrova čarodějek     | James Whitmore, Jr. | Tom Kapinos                                                                 | 17. listopadu 1999 | 27. září 2002  |
| 43           | 8         | Guess Who's Coming to Dinner       | Hádej, kdo přijde na večeři  | James Charleston    | Heidi Ferrer                                                                | 24. listopadu 1999 | 30. září 2002  |
| 44           | 9         | Four to Tango                      | Čtyři do tanga               | James Whitmore, Jr. | Gina Fattore                                                                | 1. prosince 1999   | 1. října 2002  |
| 45           | 10        | First Encounters of the Close Kind | První setkání blízkého druhu | Greg Prange         | Leslie Ray                                                                  | 15. prosince 1999  | 2. října 2002  |
| 46           | 11        | Barefoot at Capefest               | Bosé nohy na Capefestu       | Jan Eliasberg       | Bonnie Schneider a Hadley Davis                                             | 12. ledna 2000     | 3. října 2002  |
| 47           | 12        | A Weekend in the Country           | Víkend na venkově            | Michael Katleman    | Jeffrey Stepakoff                                                           | 19. ledna 2000     | 4. října 2002  |
| 48           | 13        | Northern Lights                    | Polární záře                 | Jay Tobias          | Gina Fattore                                                                | 26. ledna 2000     | 7. října 2002  |
| 49           | 14        | Valentine's Day Massacre           | Valentýnský masakr           | Sandy Smolan        | Tom Kapinos                                                                 | 2. února 2000      | 8. října 2002  |
| 50           | 15        | Crime and Punishment               | Zločin a trest               | Joe Napolitano      | Gina Fattore                                                                | 9. února 2000      | 9. října 2002  |
| 51           | 16        | To Green, with Love                | Na Greena, s láskou          | Kenneth Fink        | Gina Fattore                                                                | 16. února 2000     | 10. října 2002 |
| 52           | 17        | Cinderella Story                   | Popelka na bále              | Janice Cooke        | Jeffrey Stepakoff                                                           | 1. března 2000     | 11. října 2002 |
| 53           | 18        | Neverland                          | Země nezemě                  | Patrick Norris      | Maggie Friedman                                                             | 8. března 2000     | 14. října 2002 |
| 54           | 19        | Stolen Kisses                      | Ukradené polibky             | Greg Prange         | Tom Kapinos                                                                 | 26. dubna 2000     | 15. října 2002 |
| 55           | 20        | The Longest Day                    | Nejdelší den                 | Perry Lang          | Gina Fattore                                                                | 3. května 2000     | 16. října 2002 |
| 56           | 21        | Show Me Love                       | Láska je láska               | Morgan J. Freeman   | Liz Tigelaar a Holly Henderson                                              | 10. května 2000    | 17. října 2002 |
| 57           | 22        | The Anti-Prom                      | Trucvečírek                  | Greg Prange         | Maggie Friedman                                                             | 17. května 2000    | 18. října 2002 |
| 58           | 23        | True Love                          | Pravá láska                  | James Whitmore, Jr. | námět: Greg Berlanti a Jeffrey Stepakoff scénář: Tom Kapinos a Gina Fattore | 24. května 2000    | 21. října 2002 |

### Čtvrtá řada (2000–2001)
| Č. v seriálu | Č. v řadě | Původní název                 | Český název             | Režie              | Scénář                       | Premiéra v USA     | Premiéra v ČR      |
| ------------ | --------- | ----------------------------- | ----------------------- | ------------------ | ---------------------------- | ------------------ | ------------------ |
| 59           | 1         | Coming Home                   | Návrat domů             | Greg Prange        | Greg Berlanti                | 4. října 2000      | 22. října 2002     |
| 60           | 2         | Failing Down                  | Volný pád               | Sandy Smolan       | Tom Kapinos                  | 11. října 2000     | 23. října 2002     |
| 61           | 3         | The Two Gentlemen of Capeside | Dva kavalíři z Capeside | Sandy Smolan       | Jeffrey Stepakoff            | 18. října 2000     | 24. října 2002     |
| 62           | 4         | Future Tense                  | Čas budoucí             | Michael Lange      | Gina Fattore                 | 25. října 2000     | 25. října 2002     |
| 63           | 5         | A Family Way                  | V rodinném stylu        | Nancy Malone       | Maggie Friedman              | 1. listopadu 2000  | 29. října 2002     |
| 64           | 6         | Great Xpectations             | Nadějné vyhlídky        | Bruce Seth Green   | Nan Hagan                    | 8. listopadu 2000  | 30. října 2002     |
| 65           | 7         | You Had Me at Goodbye         | Loučení s Andie         | John Behring       | Zack Estrin a Chris Levinson | 15. listopadu 2000 | 31. října 2002     |
| 66           | 8         | The Unusual Suspects          | Neobvyklí podezřelí     | James Whitmore Jr. | Jon Kasdan                   | 22. listopadu 2000 | 1. listopadu 2002  |
| 67           | 9         | Kiss Kiss Bang Bang           | Polibek a výstřel       | Perry Lang         | Tom Kapinos                  | 29. listopadu 2000 | 4. listopadu 2002  |
| 68           | 10        | Self Reliance                 | Soběstačnost            | David Petrarca     | Gina Fattore                 | 20. prosince 2000  | 5. listopadu 2002  |
| 69           | 11        | The Tao of Dawson             | Dawson a Tao            | Keith Samples      | Jeffrey Stepakoff            | 10. ledna 2001     | 6. listopadu 2002  |
| 70           | 12        | The Te of Pacey               | Nepovedené narozeniny   | Harry Winer        | Maggie Friedman              | 17. ledna 2001     | 7. listopadu 2002  |
| 71           | 13        | Hopeless                      | Beznaděj                | Krishna Rao        | Nan Hagan                    | 31. ledna 2001     | 8. listopadu 2002  |
| 72           | 14        | A Winter's Tale               | Zimní pohádka           | Greg Prange        | Zack Estrin a Chris Levinson | 7. února 2001      | 11. listopadu 2002 |
| 73           | 15        | Four Stories                  | Čtyři příběhy           | David Petrarca     | Tom Kapinos                  | 14. února 2001     | 12. listopadu 2002 |
| 74           | 16        | Mind Games                    | Milosrdné lži           | David Straiton     | Gina Fattore                 | 28. března 2001    | 13. listopadu 2002 |
| 75           | 17        | Admissions                    | Přijatí a odmítnutí     | Lev L. Spiro       | Barb Siebertz                | 11. dubna 2001     | 14. listopadu 2002 |
| 76           | 18        | Eastern Standard Time         | Newyorský čas           | David Grossman     | Jon Kasdan                   | 18. dubna 2001     | 15. listopadu 2002 |
| 77           | 19        | Late                          | Zpoždění                | David Petrarca     | Jeffrey Stepakoff            | 25. dubna 2001     | 18. listopadu 2002 |
| 78           | 20        | Promicide                     | Apokalypsa              | Jason Moore        | Maggie Friedman              | 4. května 2001     | 19. listopadu 2002 |
| 79           | 21        | Separation Anxiety            | Strach z odloučení      | Krishna Rao        | Rina Mimoun                  | 9. května 2001     | 20. listopadu 2002 |
| 80           | 22        | The Graduate                  | Absolventi              | Harry Winer        | Alan Cross                   | 16. května 2001    | 21. listopadu 2002 |
| 81           | 23        | Coda                          | Kapitola končí          | Greg Prange        | Gina Fattore a Tom Kapinos   | 23. května 2001    | 22. listopadu 2002 |

### Pátá řada (2001–2002)
| Č. v seriálu | Č. v řadě | Původní název                | Český název               | Režie              | Scénář                          | Premiéra v USA     | Premiéra v ČR      |
| ------------ | --------- | ---------------------------- | ------------------------- | ------------------ | ------------------------------- | ------------------ | ------------------ |
| 82           | 1         | The Bostonians               | Bostonští společníci      | Greg Prange        | Tom Kapinos                     | 10. října 2001     | 25. listopadu 2002 |
| 83           | 2         | The Lost Weekend             | Ztracený víkend           | David Petrarca     | Gina Fattore                    | 17. října 2001     | 26. listopadu 2002 |
| 84           | 3         | Capeside Revisited           | Návrat do Capeside        | Michael Lange      | Jeffrey Stepakoff               | 24. října 2001     | 27. listopadu 2002 |
| 85           | 4         | The Long Goodbye             | Dlouhé sbohem             | Robert McNeill     | Tom Kapinos                     | 31. října 2001     | 28. listopadu 2002 |
| 86           | 5         | Use Your Disillusion         | Rozčarováni               | Perry Lang         | Rina Mimoun                     | 7. listopadu 2001  | 29. listopadu 2002 |
| 87           | 6         | High Anxiety                 | Úzkost                    | Jason Moore        | Joshua Krist a Allison Robinson | 14. listopadu 2001 | 2. prosince 2002   |
| 88           | 7         | Text, Lies and Videotape     | Text, lži a video         | Marita Grabiak     | Karin Lewicki                   | 21. listopadu 2001 | 3. prosince 2002   |
| 89           | 8         | Hotel New Hampshire          | Hotel New Hampshire       | Lev L. Spiro       | Diego Gutierrez                 | 28. listopadu 2001 | 4. prosince 2002   |
| 90           | 9         | Four Scary Stories           | Čtyři strašidelné příběhy | Krishna Rao        | Jed Seidel                      | 12. prosince 2001  | 5. prosince 2002   |
| 91           | 10        | Appetite for Destruction     | Bourání pravidel          | Harry Winer        | Anna Fricke                     | 19. prosince 2001  | 6. prosince 2002   |
| 92           | 11        | Something Wild               | Nespoutanost              | Michael Lange      | Jeffrey Stepakoff               | 16. ledna 2002     | 9. prosince 2002   |
| 93           | 12        | Sleeping Arrangements        | Spací pořádek             | Mel Damski         | Jed Seidel                      | 23. ledna 2002     | 10. prosince 2002  |
| 94           | 13        | Something Wilder             | Nebezpečné sblížení       | David Petrarca     | Rina Mimoun                     | 30. ledna 2002     | 11. prosince 2002  |
| 95           | 14        | Guerilla Filmmaking          | Filmaři a anarchisté      | Julia Rask         | Jon Kasdan                      | 6. února 2002      | 12. prosince 2002  |
| 96           | 15        | Downtown Crossing            | Interview s násilníkem    | David Petrarca     | Tom Kapinos                     | 13. února 2002     | 13. prosince 2002  |
| 97           | 16        | In a Lonely Place            | Osamělé místo             | Keith Samples      | Gina Fattore                    | 20. února 2002     | 16. prosince 2002  |
| 98           | 17        | Highway to Hell              | Cesta do pekla            | Sanford Bookstaver | Anna Fricke                     | 4. dubna 2002      | 17. prosince 2002  |
| 99           | 18        | Cigarette Burns              | Rány na duši              | Les Sheldon        | Tom Kapinos a Jon Kasdan        | 10. dubna 2002     | 18. prosince 2002  |
| 100          | 19        | 100 Light Years from Home    | Na míle daleko            | David Petrarca     | Rina Mimoun                     | 17. dubna 2002     | 19. prosince 2002  |
| 101          | 20        | Separate Ways (Worlds Apart) | Každý svou cestou         | Robert McNeill     | Nicole Ranadive                 | 28. dubna 2002     | 20. prosince 2002  |
| 102          | 21        | After Hours                  | Po pracovní době          | Mel Damski         | Jeffrey Stepakoff               | 1. května 2002     | 2. ledna 2003      |
| 103          | 22        | The Abby                     | Vzpoura                   | Michael Lange      | Diego Gutierrez a Jon Kasdan    | 8. května 2002     | 3. ledna 2003      |
| 104          | 23        | Swan Song                    | Labutí píseň              | Greg Prange        | Gina Fattore a Tom Kapinos      | 15. května 2002    | 6. ledna 2003      |

### Šestá řada (2002–2003)
| Č. v seriálu | Č. v řadě | Původní název                           | Český název                                 | Režie               | Scénář                             | Premiéra v USA     | Premiéra v ČR     |
| ------------ | --------- | --------------------------------------- | ------------------------------------------- | ------------------- | ---------------------------------- | ------------------ | ----------------- |
| 105          | 1         | The Kids Are Alright                    | Děti jsou v pořádku                         | Greg Prange         | Tom Kapinos                        | 2. října 2002      | 27. července 2006 |
| 106          | 2         | The Song Remains the Same               | Stále stejná písnička                       | Robert McNeill      | Gina Fattore                       | 2. října 2002      | 28. července 2006 |
| 107          | 3         | The Importance of Not Being Too Earnest | Jak je důležité míti Filipa                 | Joanna Kerns        | Anna Fricke                        | 9. října 2002      | 31. července 2006 |
| 108          | 4         | Instant Karma!                          | Instantní karma                             | Robert McNeill      | Maggie Friedman                    | 16. října 2002     | 1. srpna 2006     |
| 109          | 5         | The Imposters                           | Podvodníci                                  | Michael Lange       | Gina Fattore                       | 23. října 2002     | 2. srpna 2006     |
| 110          | 6         | Living Dead Girl                        | Živá mrtvá                                  | Les Sheldon         | Tom Kapinos                        | 30. října 2002     | 3. srpna 2006     |
| 111          | 7         | Ego Tripping at the Gates of Hell       | Ego klopýtající u pekelných bran            | Jason Moore         | Anna Fricke                        | 6. listopadu 2002  | 4. srpna 2006     |
| 112          | 8         | Spiderwebs                              | Pavoučí sítě                                | Bethany Rooney      | Gina Fattore                       | 13. listopadu 2002 | 7. srpna 2006     |
| 113          | 9         | Everything Put Together Falls Apart     | Nic není jak bývalo                         | Kerr Smith          | Maggie Friedman                    | 20. listopadu 2002 | 8. srpna 2006     |
| 114          | 10        | Merry Mayhem                            | Vydařené Vánoce                             | David Petrarca      | Tom Kapinos                        | 11. prosince 2002  | 9. srpna 2006     |
| 115          | 11        | Day Out of Days                         | Obyčejné dny                                | Robert McNeill      | Gina Fattore                       | 15. ledna 2003     | 10. srpna 2006    |
| 116          | 12        | All the Right Moves                     | Nadějná budoucnost                          | Arlene Sanford      | Maggie Friedman                    | 22. ledna 2003     | 11. srpna 2006    |
| 117          | 13        | Rock Bottom                             | Až na dno                                   | Robert McNeill      | Tom Kapinos                        | 29. ledna 2003     | 14. srpna 2006    |
| 118          | 14        | Clean and Sober                         | Čistí a střízliví                           | Michael Lange       | Anna Fricke                        | 5. února 2003      | 15. srpna 2006    |
| 119          | 15        | Castaways                               | Trosečníci                                  | Greg Prange         | Gina Fattore                       | 19. února 2003     | 16. srpna 2006    |
| 120          | 16        | That Was Then                           | Kdysi dávno                                 | Perry Lang          | Anna Fricke                        | 26. března 2003    | 17. srpna 2006    |
| 121          | 17        | Sex and Violence                        | Láska a nenávist                            | Frank Perl          | Anna Fricke a Tom Kapinos          | 2. dubna 2003      | 18. srpna 2006    |
| 122          | 18        | Love Bites                              | Láska kouše                                 | Bethany Rooney      | Liz Garcia                         | 9. dubna 2003      | 21. srpna 2006    |
| 123          | 19        | Lovelines                               | Otázka důvěry                               | Joshua Jackson      | Jason M. Palmer                    | 16. dubna 2003     | 22. srpna 2006    |
| 124          | 20        | Catch–22                                | Hlava 22                                    | Robert McNeill      | Laura Glasser                      | 23. dubna 2003     | 23. srpna 2006    |
| 125          | 21        | Goodbye, Yellow Brick Road              | Sbohem, bezstarostný živote                 | Peter Kowalski      | Anna Fricke                        | 30. dubna 2003     | 24. srpna 2006    |
| 126          | 22        | Joey Potter and Capeside Redemption     | Joey Potter a capesideská rapsodie          | Michael Lange       | Gina Fattore a Tom Kapinos         | 7. května 2003     | 25. srpna 2006    |
| 127          | 23        | All Good Things…                        | Všechno dobré musí jednou skončit (1. část) | James Whitmore, Jr. | Kevin Williamson a Maggie Friedman | 14. května 2003    | 28. srpna 2006    |
| 128          | 24        | …Must Come to An End                    | Všechno dobré musí jednou skončit (2. část) | James Whitmore, Jr. | Kevin Williamson a Maggie Friedman | 14. května 2003    | 29. srpna 2006    |